# Sörforsa
Sörforsa est une localité de Suède dans la commune d'Hudiksvall située dans le comté de Gävleborg.
Sa population était de 1 535 habitants en 2019.